# Baby Love (The Supremes)
Baby love is een hitsingle van de Amerikaanse meidengroep The Supremes. Qua succes is het de grootste hit voor de groep. Het nummer behaalde in de Verenigde Staten de nummer 1-positie, waar het vier weken bleef staan. Ook in het Verenigd Koninkrijk haalde Baby love de top van de lijst. Dit was de eerste keer dat een Amerikaanse groep de nummer 1-positie in Groot-Brittannië haalde. Covers van Baby love zijn er onder andere van Tim Curry.
Het nummer, geschreven door Holland-Dozier-Holland, was de tweede achtereenvolgende nummer 1-hit voor de groep, na Where did our love go. Baby love lijkt dan ook zeer op dit nummer. Dit kwam doordat het songwriterstrio nogmaals succes met dezelfde formule wilde hebben. De formule bestond onder andere uit de constante achtergrondzang, gezongen door Mary Wilson en Florence Ballard, en de luide voetstappen van Mike Valvano.
Dankzij Baby love werd The Supremes de eerste Motown groep die meer dan één nummer 1-hit haalde. Dit zouden er uiteindelijk twaalf worden, een record dat ze niet meer zouden verliezen. In 1965 werd het nummer genomineerd voor de Grammy Award voor "Best Rhythm & Blues Recording". Die verloren ze echter aan Nancy Wilson met het nummer How glad I am. Ook werd het nummer opgenomen op de soundtrack van de film Cooley High.

## Bezetting
- Lead: Diana Ross
- Achtergrondzangeressen: Mary Wilson en Florence Ballard
- Instrumentatie: The Funk Brothers
- Schrijvers: Holland-Dozier-Holland
- Productie: Brian Holland en Lamont Dozier
- Voetstappen: Mike Valvano

## Tracklist

#### 7" Single
CBS 1625 (1964)
1. Baby love
2. Ask any girl

## Hitnoteringen
| Baby love                  | Baby love             | Baby love | Baby love | Baby love | Baby love | Baby love | Baby love | Baby love | Baby love | Baby love | Baby love | Baby love        |
| Hitlijst                   | Datum van binnenkomst | Week:     | 1         | 2         | 3         | 4         | 5         | 6         | 7         | 8         | 9         | Laatste notering |
| -------------------------- | --------------------- | --------- | --------- | --------- | --------- | --------- | --------- | --------- | --------- | --------- | --------- | ---------------- |
| Tijd voor Teenagers Top 10 | 21-11-1964            | Positie:  | 10        | 7         |           |           |           |           |           |           |           | 28-11-1964       |
| Nederlandse Top 40         | 02-01-1965            | Positie:  | 15        | 8         | 9         | 9         | 12        | 18        | 23        | 24        | 27        | 27-02-1965       |

| Nummer met noteringen in de NPO Radio 2 Top 2000 | '99  | '00  | '01  | '02  |
| ------------------------------------------------ | ---- | ---- | ---- | ---- |
| Baby Love                                        | 1425 | 1363 | 1785 | 1904 |

1. ↑  Een vetgedrukt getal geeft de hoogste notering aan.
2. ↑  Deze tabel is bijgewerkt tot en met de laatste editie (2024).